# UNOSAT
UNOSAT (von UNITAR's Operational Satellite Applications Programme) ist das Satellitenbeobachtungsprogramm des Ausbildungs- und Forschungsinstituts der Vereinten Nationen (UNITAR) in Zusammenarbeit mit dem Entwicklungsprogramm der Vereinten Nationen (UNOPS) und der Europäischen Organisation für Kernforschung (CERN) in Genf.
UNOSAT hat die Aufgabe, freie Satellitenbilder und Karten für Sicherheit, Frieden und sozio-ökonomische Entwicklung bereitzustellen. Der Auftrag basiert auf einem Mandat der UN-Vollversammlung von 1963.
Der Start eines eigenen Satelliten scheiterte im August 2003 bei der brasilianischen Raketenexplosion.